# Supersize

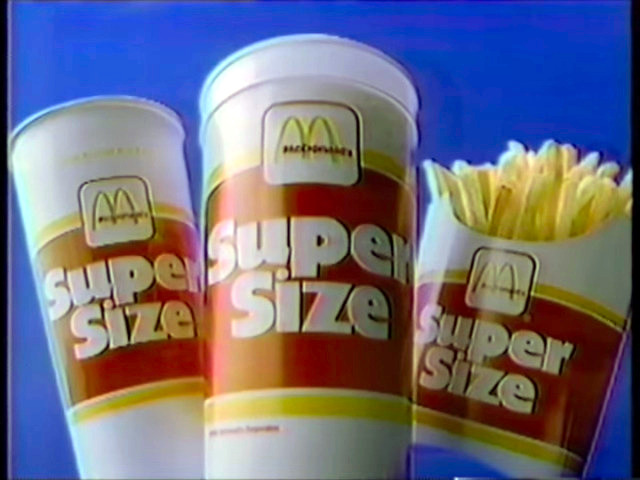
McDonald's Super Size.

Supersize oder super size (Englisch für „Supergröße“, „Übergröße“ oder „Extragröße“) bezeichnet eine nicht mehr angebotene besonders große Portion Fast Food des Marktführers McDonald’s in den USA. Diese wurde von McDonald’s als Werbemaßnahme zu besonderen Anlässen, etwa den Olympischen Spielen oder Filmpremieren, angeboten. Dabei konnte man beim Kauf eines Menüs wie eines Extra Value Meal gegen einen Aufpreis statt der mittelgroßen eine „extragroße“ Portion Pommes frites und Softdrink erhalten, wobei diese teilweise in einem speziell gestalteten Behälter serviert wurden. Ein normalgroßes Menü mit einem Quarter Pounder mit Käse, Pommes und Cola hatte dabei bereits 1550 kcal. bzw. 1001 kcal wenn ein zuckerfreies Getränk gewählt wurde.
Die erste Supersize-Aktion fand im Sommer 1987 statt, 2004 (nach dem Erfolg des Dokumentarfilmes Super Size Me) stellte McDonald’s diese Aktionen „zur Vereinfachung des Sortiments“ wieder ein.

## Beispiele
1988 wurden bei der Marketingaktion „Super Summer Sizes“ extragroße Portionen von Softdrinks, Milkshakes und Pommes frites in speziellen Behältnissen mit der Aufschrift „Super Size“ angeboten. Im gleichen Jahr gab es auch eine Super Size-Aktion zum Start des Filmes Falsches Spiel mit Roger Rabbit in speziell gestalteten Behältnissen.
1993 wurden anlässlich des Filmstarts von Jurassic Park Super-Sized Combo Meals in speziell gestalteten Behältnissen angeboten.
1994 folgte die Möglichkeit, beim McDonald's Extra Value Meal gegen einen Aufpreis von 39 Cent eine extragroße Portion Softdrink und Pommes frites zu erhalten.

## Ende
Der Dokumentarfilm Super Size Me (2004) ist nach dieser Verkaufsvariante benannt.
Andere Anbieter besitzen ihre eigenen Bezeichnungen für extra große Menüs. Wenn die Preisgestaltung den Kunden dazu anregt, zu einem geringen Aufpreis eine größere Menge zu bestellen, spricht man vom Upselling.